# Пресненская набережная
Пре́сненская на́бережная (до 2007 года — часть Краснопре́сненской на́бережной) — набережная на левом берегу Москвы-реки в Пресненском районе между Краснопресненской набережной и Шелепихинской набережной. Проходит вдоль делового центра Москва-Сити.

## Происхождение названия
Пресненская набережная, известная по планам Москвы с конца XIX века и названная по местности Пресня, в свою очередь получившей название по имени реки Пресня, в 1955 году была переименована в память революции 1905 года. Прежнее название Пресненская набережная было возвращено западной части Краснопресненской набережной в 2007 году.

## Описание
Пресненская набережная продолжает Краснопресненскую немного западнее пешеходного моста «Багратион», проходит на юго-запад под вдоль Московского международного делового центра Москва-Сити и, проходя под Дорогомиловским автодорожным мостом Третьего транспортного кольца, переходит в Шелепихинскую набережную в месте примыкания улицы Эрисмана.

## Здания и сооружения
- № 2 — торгово-развлекательный центр «Афимолл Сити».
- № 2А — многофункциональный комплекс «Moscow Towers»; основной арендатор с октября 2024 года — ОАО «РЖД».
- № 4, стр. 2 — башня «Эволюция».
- № 6, стр. 2 — деловой комплекс «Империя».
- № 8, стр. 1 — многофункциональный комплекс «Город столиц».
- № 10 — бизнес-центр «Башня на Набережной».
- № 10, стр. 1 — многофункциональный комплекс «Евразия», принадлежит банку ВТБ.
- № 10, стр. 2 — многофункциональный комплекс «IQ-квартал»; с марта 2019 года в башне № 2 расположены три федеральных министерства: цифрового развития, связи и массовых коммуникаций, экономического развития, промышленности и торговли, а также два подчинённых им федеральных агентства и одна служба: Росстандарт, Росаккредитация и Росимущество.
- № 12 — комплекс «Башня Федерация»; штаб-квартира банка ВТБ.

## Транспорт
- Автобус с344